# Tzutzbén
Tzutzbén är en ort i Mexiko.   Den ligger i kommunen Larráinzar och delstaten Chiapas, i den sydöstra delen av landet, 700 km öster om huvudstaden Mexico City. Tzutzbén ligger 1 958 meter över havet och antalet invånare är 369.
Terrängen runt Tzutzbén är kuperad åt sydväst, men åt nordost är den bergig. Runt Tzutzbén är det ganska tätbefolkat, med 166 invånare per kvadratkilometer. Närmaste större samhälle är San Cristóbal de las Casas, 19,9 km söder om Tzutzbén. Omgivningarna runt Tzutzbén är en mosaik av jordbruksmark och naturlig växtlighet.